# بازسازی (زیست‌شناسی)
بازسازی (به انگلیسی: regeneration) در زیست‌شناسی، یک فرایند تجدید، ترمیم و رشد است که باعث می‌شود ژنگانها، سلولها، جانداران و بوم‌سازگانها در برابر رویدادهای ناگهانی طبیعی یا رویدادهایی که باعث اختلال و آسیب می‌شود مقاوم شوند. هر یک از گونه‌ها قابلیت بازسازی دارند، از باکتری‌ها تا انسان‌ها. بازسازی می‌تواند کامل باشد به این صورت که بافت جدید مشابه بافت از دست رفته است، یا ناقص باشد؛ به این شکل که پس از بافت مرده فیبروز پدیدار می‌شود. در پایه‌ای‌ترین مرحله، بازسازی بوسیلهٔ فرایندهای مولکولی تنظیم بیان ژن (gene regulation) انجام می‌شود. بازسازی در زیست‌شناسی هرچند، در اصل مربوط است به فرایندهای ریخت‌زایشی که باعث شکل‌پذیری‌های فنوتیپی (phenotypic plasticity) در ویژگی‌های ظاهری جانوران است، این فرایند باعث می‌شود جانوران پرسلول خود را ترمیم کنند و سازگاری خود را در وضعیت‌های فیزیولوژیک و ریخت‌شناختی خود حفظ کنند. در مراحل بالاتر از ژنتیک، بازسازی اساساً توسط یک فرایند سلول‌ای غیرجنسی انجام می‌پذیرد. بازسازی با تولیدمثل متفاوت است. برای مثال هیدرا بازسازی می‌کند اما به وسیله جوانه‌زنی تولیدمثل می‌کند.

## پایه‌های سلولی و مولکولی
وقتی آسیبی رخ می‌دهد، فاکتورهای فعال‌سازی ژنتیکی سلول‌ها را وادار به کار کردن دوباره می‌کنند و باعث تشکیل الگوها در مرحلهٔ ریخت‌زایی جانور می‌شوند. برای مثال، سلول‌های عصبی، پروتئین‌های مرتبط با رشد، مانند GAP-43، توبولین، اکتین، مجموعه ای از نوروپپتید‌های جدید و سیتوکین‌ها که پاسخ فیزیولوژیکِ سلول‌ای را به بازسازی در اثر آسیب می‌رسانند، بیان می‌کنند.[۱۹] بسیاری از ژن‌هایی که در رشد و نمو اولیهٔ بافت‌ها دخیل هستند، در طول فرایند بازسازی دوباره فعال می‌شوند. برای مثال، سلول‌هایی که در آغازه‌ی بال‌های گورخرماهی دیده می‌شوند، چهار ژن از خانواده homeobox msx را در طی رشدونمو و بازسازی بیان می‌کنند.

## بندپایان

پوست اندازی یک cicada.

بندپایان می‌توانند برآمدگی‌های بدن خود را پس از از دست دادن یا خودوابری بازسازی کنند. بازسازی بندپایان به پوست‌اندازی محدود می‌شود، جوری که که حشره‌های دگردیس فقط تا زمان آخرین پوست‌اندازی عمرشان توانایی بازسازی دارند. اما برای نمونه سخت‌پوستان این گونه نیستند و در تمام عمر این قابلیت را دارند. چرخه‌های پوست‌اندازی به صورت هورمونی در بندپایان تنظیم می‌شوند، البته خودوابری باعث پوست‌اندازی نارس می‌شود.
سازوکازهای پشت فرایند بازسازی برآمدگی‌ها در حشرات دگردیس و سخت پوستان بسیار محافظت شده باقی مانده‌اند.
گونه‌های هر دو دسته پیش از خودوابری و بازسازی اندام‌ها یک بلاستما تشکیل می‌دهند. عنکبوتیان از جمله کژدمها، زهر خود را بازسازی می‌کنند، هرچند محتوای زهر بازسازی شده با زهر اصلی متفاوت است، زیرا زهر جدید پیش از این که پروتئین‌های فعال آن همه پر شوند جایگزین می‌شود.

## کرم حلقوی
بسیاری از کرم‌های حلقوی توانایی بازسازی دارند. برای نمونه Chaetopterus variopedatus و Branchiomma nigromaculata می‌توانند هر دو بخش پیشین (جلویی) و پسین (عقبی) بدن خود را پس از تقسیم عرضی (latitudinal bisection) بازسازی کنند.
رابطهٔ میانِ سلول‌های بنیادی پیکری و زایا در سطح ملکولی روی کرم حلقوی Capitella teleta مطالعه شده است. زالو‌ها و Branchiobdellida
ها که از شاخهٔ کرم‌های حلقوی هستند قادر به انجام بازسازی قطعه‌ای (segmental regeneration) نیستند.
از همین شاخه، lumbriculid‌ها قادر هستند که بازسازی را از روی تنها تعداد کمی از قطعات بدن خود انجام دهند. بازسازی قطعه‌ای در این جانوران اپیمورفیک (epimorphic) است و با تشکیل بلاستما انجام می‌شود.
توانایی بازسازی قطعه‌ای در میان کرم‌های حلقوی در طول تکامل بارها به دست آمده و از دست رفته است. برای مثال در تکامل کم‌تاران از این شاخه توان بازسازی سر سه بار از دست رفته است.
موفولاکسی (morphallaxis) شامل تمایززُدایی (de-differentiation) و ترادیسی (transformation) و بازتمایزی (re-differentation) برای بازسازی بافت‌هاست.
اپیمورفیسم به معنی بازسازی یک بخش مشخص از یک جاندار است که شامل تکثیر سلول‌های بنیادی پیکری، تمایززدایی، اصلاح و تشکیل بلاستما می‌شود.
برخی پرتاران از شاخهٔ کرم‌های حلقوی مانند Sabella pavonina علاوه بر اپیمورفیسم، بازسازی بافتی را هم تجربه می‌کنند.
هرچند اثبات نشده ولی احتمالاً بازسازی بافتی یک حالت رایج از بازسازی میان قطعه ای در کرم‌های حلقوی است.
در Lumbriculus variegatus هنگام بازسازی پس از تقسیم عرضی، ممکن است قسمت عقبی به قسمت جلویی در بدن جانور جدید تبدیل شود که با بازسازی بافتی ممکن است.

## پلاناریا (کرم‌های پهن)
کرم‌های پهن پلاناریا برای توانایی بالایشان برای بازسازی معروف هستند. اگر یکی از این کرم‌ها را به تعداد زیادی قطعهٔ کوچک تقسیم کنید، پس از چند روز با یک ظرف پر از پلاناریا روبرو می‌شوید.
یا اگر آن را به صورت طولی، عرضی یا ضربدری تقسیم کنید دو تا پلاناریای جدید خواهید داشت.
پژوهش‌ها نشان داده‌اند که یک قسمت از بدن پلاناریا که متناسب با ۱/۲۷۹ بدن او است، یا یک قطعه با ۱۰۰۰۰ سلول از بدن او می‌تواند در طی یک یا دو هفته به یک کرم کامل تبدیل شود.
در سال‌های اخیر از این موضوع برای مطالعهٔ چگونگی و چرایی بازسازی استفاده شده است با این امید که بتوان از آن برای بازسازی بافت‌ها در بدن انسان استفاده کرد.
بازسازی در پلاناریا به خاطر وجود سلول‌های بنیادینی به نام نوتَنده (neoblast) است. این سلول‌ها ۲۰ تا ۳۰ درصد سلول‌های پلاناریا را تشکیل می‌دهند و در تمام بدن پلاناریا پخش شده‌اند و در صورت قطع عضو، فعال می‌شوند تا بافت‌های قطع شده را بازسازی کنند.
نوتنده‌ها پس از قطع عضو بلاستمایی می‌سازند که بافت‌های از دست رفته را دوباره تولید می‌کند.

## دوزیستان
توانایی بالای بازسازی دست و پا در سمندر مکزیکی و سمندرک بسیار قابل توجه دانشمندان بوده است.
برخی سمندرها و سمندرک‌ها بیشترین توانایی بازسازی دست و پا را در میان چهاراندامان دارند. آن‌ها می‌توانند اندام‌هایی چون دم، آرواره‌ها و شبکیهٔ چشم را با بازسازی اپیمورفیک (epimorphic regeneration) دوباره به دست آورند.
این بازسازی دو مرحلهٔ مهم دارد. ادر مرحلهٔ اول، سلول‌های موضعی در محل آسیب‌دیدگی تمایززدایی می‌کنند و بلاستما را می‌سازند.
در مرحلهٔ دوم، سلول‌های بلاستمایی (blastemal cells) تکثیر می‌شوند، الگوبندی می‌شوند، تمایز می‌یابند و رشد می‌کنند. با فرایندی شبیه به آنچه در رشدونمو رویان اتفاق می‌افتد؛ و در نهایت از سلول‌های بلاستمایی همهٔ سلول‌های اندام جدید ساخته می‌شوند.
پس از قطع عضو، روپوست طی یک تا دو ساعت محل پارگی را می‌پوشاند و ساختاری به نام بافت پوششی زخم به وجود می‌آورند.
سلول‌های روپوستی به پوشاندن این بافت پوششی ادامه می‌دهند و یک ناحیهٔ ضخیم به وجود می‌آورند که به آن کلاهک پوششی رأسی (apical epithelial cap) گفته می‌شود.
در روزهای بعدی تغییراتی در ناحیهٔ آسیب دیده رخ می‌دهد که باعث تشکیل بلاستما می‌شود. وقتی بلاستما تشکیل می‌شود ژن‌های الگوساز -مانند HoxA و HoxD- مانند زمانی که اندام در زمان رویانی تشکیل می‌شد فعال می‌شوند.
سپس اطلاعات دقیق مکان اندام از دست رفته در بلاستما ذخیره می‌شود. پس از آن نورون‌های حرکتی، ماهیچه‌ها و رگ‌های خونی در اندام جدید به وجود می‌آیند و اتصال‌های بین اندام جدید و بقیهٔ بدن را می‌سازند.
این فرایند با توجه به سن پلاناریا از یک تا سه ماه طول می‌کشد.
در سال‌های اخیر با پیشرفته‌های حوزهٔ ژنگان‌شناسی، بیوانفورماتیک، تحویل ژن به سلول‌های پیکری مطالعهٔ بازسازی با اقبال زیادی روبرو شده است.